# Un pumn de dinamită
Un pumn de dinamită (în italiană Giù la testa) este un film italian epic western spaghetti din 1971 regizat și co-scris de Sergio Leone și cu Rod Steiger, James Coburn și Romolo Valli în rolurile principale. 
Având loc în timpul Revoluției Mexicane din anii 1910, filmul spune povestea lui Juan Miranda, un proscris imoral mexican, și a lui John Mallory, un fost revoluționar al armatei republicane irlandeze. După ce se întâlnesc accidental în circumstanțe mai puțin prietenoase, Juan și John devin involuntar eroi ai Revoluției, în ciuda faptului că au fost obligați să facă sacrificii grele. 
Este cel de-al doilea film din trilogia A fost odată în vest a lui Leone, fiind precedat de pelicula A fost odată în vest (1968) și fiind urmat de A fost odată în America (1984). Ultimul film western regizat de Leone, este considerat de unii ca fiind unul dintre filmele sale cele mai trecute cu vederea.

## Rezumat
În Revoluția Mexicană, în anul 1913, Juan Miranda, un proscris mexican care conduce o familie de bandiți, jefuiește o diligență de bărbați înstăriți și violează o pasageră care l-a insultat. Prin apropiere trece cu motocicleta John H. Mallory, un expert republican irlandez în explozibili, care lucrează în Mexic ca prospector de argint. Descoperind că este expert în folosirea dinamitei și nitroglicerinei, Juan îl roagă pe John să-l ajute să jefuiască Banca Națională din Mesa Verde. După ce John refuză inițial, Juan îl forțează prin uciderea angajatorului său și a mai multor soldați, făcându-l să devină un criminal căutat și oferindu-se să-l „protejeze” în schimbul ajutorului său. John este de acord cu reticență în a-l ajuta pe Juan să jefuiască banca, dar evadează în drumul către Mesa Verde. 
Ajungând în oraș înainte de Juan, John intră în contact cu revoluționarii mexicani conduși de medicul Dr. Villega și acceptă să folosească explozivii săi în serviciul lor. Când Juana junge în Mesa Verde, John îl introduce în rândurile revoluționarilor. Banca este lovită ca parte a unui atac orchestrat asupra armatei mexicane. Juan, interesat doar de banii băncii, este șocat să constate că banca este transformată în închisoare de prizonieri politici, fără niciun ban. John, Juan și familia sa ajung să elibereze sute de prizonieri, din neatenție (și împotriva dorințelor sale), ceea ce face ca Juan să devină fără voie un „mare, mare, glorios erou al revoluției”. 
Revoluționarii sunt urmăriți pe dealuri de un detașament de armată condus de colonelul Günther Reza. John și Juan se oferă voluntar pentru a rămâne în urmă cu două mitraliere și dinamită. O mare parte a detașamentului armatei mexicane este distrusă în timp ce traversează un pod, care este aruncat în aer de John. Colonelul Reza, care conduce o mașină blindată, supraviețuiește. După luptă, John și Juan îi găsesc pe majoritatea tovarășilor lor, inclusiv tatăl și copiii lui Juan, uciși de armată într-o peșteră care a servit ca ascunzătoare a rebelilor. Îndurerat și înfuriat, Juan iese să lupte de unul singur cu armata și este prins. John se strecoară într-un lagăr, unde asistă la execuții ale multora dintre colegii săi revoluționari. Soldații au aflat totul de la medicul Villega, care a fost torturat de colonelul Reza și de oamenii săi. Acest lucru în face pe John să-și amintească despre o trădare similară a lui Nolan, cel mai bun prieten al său din Irlanda. După ce Nolan l-a identificat pe John, John a ucis doi soldați britanici și apoi l-a ucis pe Nolan, devenind fugar și astfel a fost forțat să fugă din Irlanda. Juan se confruntă cu plutonul de execuție, dar John ajunge la timp și aruncă în aer zidul cu dinamită. Ei scapă pe motocicleta lui John. 
John și Juan se ascund într-o fermă de animale. Se opresc să-l prindă pe tiranul guvernator Don Jaime, care se refugiază (cu o mică avere) a forțelor revoluționare aparținând lui Pancho Villa și Emiliano Zapata. Când trenul este atacat, John, ca un test al loialității lui Juan, îi permite să aleagă între împușcarea guvernatorului și acceptarea unei mite de la el. Juan îl ucide pe Jaime, furând de asemenea prada guvernatorului. Pe măsură ce ușile se deschid, Juan este întâmpinat de o mulțime mare și salutat ca un mare erou al revoluției. Banii sunt luați de generalul revoluționar Santerna. 
Într-un tren cu comandanții revoluției, John și Juan  se întâlnesc cu Villega, care a scăpat. John este singurul care știe despre trădarea lui Villega. Ei află că forțele lui Pancho Villa vor întârzia cu 24 de ore și că un tren al armatei care transportă 1.000 de soldați și arme grele, condus de colonelul Reza, va ajunge în câteva ore în acea seară, ceea ce va duce la învingerea cu siguranță a rebelilor. John sugerează să trimită o locomotivă cu dinamită. El are nevoie de un alt bărbat, dar în loc să-l aleagă pe Juan, care se oferă voluntar, îl alege pe Villega. Lui Villega îi este clar acum că John știe despre trădarea sa, dar John spune că obișnuia să judece oamenii, dar acum nu o mai face. John se roagă de el să sară de pe locomotiva cu dinamită înainte să lovească trenul armatei, dar Villega se simte vinovat și rămâne la bord. John sare la timp, iar cele două trenuri se ciocnesc și explodează, ucigându-l pe Villega dar și un număr mare de soldați mexicani. 
Ambuscada revoluționarilor are succes, dar în timp ce John se apropie de Juan, este împușcat în spate de colonelul Reza. Juan furios îl ucide pe colonel cu o mitralieră. În timp ce John este la un pas moarte, el continuă să aibă amintiri despre Nolan și despre o tânără pe care amândoi au iubit-o. Juan îngenunchează lângă el ca să întrebe despre Villega. John păstrează secretul medicului și îi spune lui Juan că a murit ca un erou al revoluției. În timp ce Juan merge să caute ajutor, John, rănit fatal, știind că sfârșitul lui este aproape, declanșează o a doua explozie pe care a pregătit-o în secret în cazul în care bătălia va merge prost. Îngrozit de moartea subită a prietenului său, Juan se uită la rămășițele arzătoare ale lui John, înainte de a se întoarce spre aparatul de filmat și de a întreba: "Cum rămâne cu mine?" .

## Distribuție
- Rod Steiger – Juan Miranda
- James Coburn – John H. „Sean” Mallory
- Romolo Valli – doctorul Villega
- Maria Monti – Adelita, doamna din diligență
- Rik Battaglia – Santerna
- Franco Graziosi – governatorul Jaime
- Antoine Saint-John – Günther Reza
- Vivienne Chandler – Coleen, iubita lui John
- David Warbeck – Sean Nolan, amicul lui John
- Giulio Battiferri – Miguel
- Furio Meniconi – revoluționarul
- Poldo Bendandi – revoluționarul
- Stefano Oppedisano – revoluționarul
- Roy Bosier – proprietarul de teren în diligență
- John Frederick – americanul în diligență
- Jean Rougeul – preotul în diligență
- Antonio Casale – notarul în diligență
- Amato Garbini – primul polițist în tren
- Michael Harvey – un vizitiu
- Goffredo Pistoni – tatăl Mirandei
- Corrado Solari – Napoleone, fiul lui Miranda
- Amelio Perlini – fiul lui Miranda

## Vezi și
- Listă de filme western spaghetti